# Deborah Snyder
Deborah ''Debbie'' Snyder, née le 13 mars 1969 à New York, est une productrice de cinéma américaine.

## Biographie
Deborah Johnson a commencé sa carrière comme productrice de spots publicitaires. C'est en 1996, lors du tournage d'une publicité qu'elle a rencontré Zack Snyder. Elle l'a épousé en 2004. elle a créé la société de production Cruel and Unusual Films.

## Filmographie
(comme productrice sauf mention contraire)
- 2006 : 300 de Zack Snyder
- 2009 : Watchmen : Les Gardiens de Zack Snyder
- 2010 : Le Royaume de Ga'hoole
- 2011 : Sucker Punch de Zack Snyder
- 2013 : Man of Steel de Zack Snyder
- 2014 : 300 : La Naissance d'un empire
- 2016 : Batman v Superman : L'Aube de la justice de Zack Snyder
- 2016 : Suicide Squad de David Ayer
- 2017 : Wonder Woman de Patty Jenkins
- 2017 : Justice League de Zack Snyder
- 2018 : Aquaman de James Wan (productrice déléguée)
- 2020 : Wonder Woman 1984 de Patty Jenkins
- 2021 : Zack Snyder's Justice League de Zack Snyder
- 2021 : Army of the Dead de Zack Snyder
- 2021 : Army of Thieves de Matthias Schweighöfer
- 2023 : Rebel Moon - Partie 1 : Enfant du feu (Rebel Moon: Part One – A Child of Fire) de Zack Snyder
- 2024 : Rebel Moon - Partie 2 : L'Entailleuse (Rebel Moon: Part Two – The Scargiver) de Zack Snyder